# Тамбу-Ламбу
«Тамбу-Ламбо» — радянський чорно-білий короткометражний художній фільм за мотивами оповідання Галини Карпенко про пригоди хлопців, які розшукують власника загубленої записної книжки. Створений в 1957 році на замовлення Центральної студії телебачення СРСР.
 
Дипломна робота студентів ВДІКу — оператора Валентина Железнякова (спільно з однокурсником Олегом Лучиніним) і художника Леоніда Платова, дебют в кіно юного актора Віктора Перевалова і режисерський дебют в ігровому кіно Володимира Бичкова.

## Сюжет
Дія відбувається в Ленінграді. Двоє друзів, Митька і Вовка, сховавшись від двірника за телефонною будкою, чують розмову бородатого чоловіка по телефону, а потім знаходять загублену ним записну книжку і паперову купюру. Вирішивши спершу на знайдені гроші купити квитки до цирку, друзі помічають, що у записнику є карти Півночі із зазначенням морських маршрутів. Вони вирішують відмовитися від цирку і розшукати чоловіка, що втратив книжку. Оскільки з чоловіком був великий біло-рудий собака, вони починають шукати в окрузі всіх людей з таким собакою, і нарешті знаходять квартиру такої людини. Виявляється, однак, що він уже пішов в лікарню провідати свою дочку. Митька відправляється в лікарню, а Вовка залишається, щоб здати в утиль металобрухт, який хлопцям несподівано запропонували і з якого в майбутньому побудують кораблі і літаки. У цьому йому допомагає піонерський загін, від якого Вовка дізнається, що о шостій годині вечора з морського порту піде корабель північної експедиції. При цьому о шостій годині Вовка з Митькою домовилися зустрітися біля Казанського собору. Вовка залишає в колонаді собору записку, написану крейдою для Митьки, а сам вирушає в порт. Там він знаходить капітана Іванова, начальника експедиції, і розповідає йому про знахідку. Капітан радий, що його книжка не пропала, бо в ній він будував маршрути експедиції. Однак книжка у Митьки, який не встигає приїхати. Капітан передає Митьці привіт по радіо після інтерв'ю, яке у нього беруть в прямому ефірі. Митька дізнається, що з аеродрому скоро полетить літак на північ, який зробить посадку на Губі Білугова, куди потім прийде корабель Іванова. На цирковому фургоні Митька встигає дістатися до аеродрому і передати пілоту книжку для Іванова. Фільм закінчується сценою підготовки до Нового року у школі, коли Митька і Вовка отримують лист від «Тамбу-Ламбу» (як вони називали капітана, поки не знайшли його), в якому Іванов пише, що йому передали його записну книжку і дякує хлопцям.

## У ролях
- Олександр Трусов —  Митька
- Віктор Перевалов —  Вовка
- Аркадій Трусов —  матрос
- Костянтин Адашевський —  касир цирку
- Людмила Макарова —  лікар
- Ольга Порудолинська — ліфтер будинку
- Лев Степанов — перехожий з трубкою
- Михайло Мудров — працівник порту
- Євгенія Лосакевич — жінка в халаті
- Людмила Безугла — епізод
- Віра Карпова — епізод
- Олександра Фоміна — бабуся, яка віддала утиль
- Яків Родос — епізод

## Знімальна група
- Автори сценарію — Володимир Бичков, Юзеф Принцев
- Режисер-постановник — Володимир Бичков
- Оператори-постановники — Валентин Железняков, Олег Лучинін
- Художник-постановник — Леонід Платов
- Композитор — Олександр Маневич
- Звук — Микола Косарев
- Директор — В. Яковлєв